# Sergej Jalovitskij
Sergej Jalovitskij (rusky Сергей Яловицкий, rumunsky Serghei Ialovițchii; * 18. února 1987 Kišiněv) je moldavský zpěvák, hudební skladatel a člen hudební skupiny SunStroke Project.
V roce 2010 reprezentoval Moldavsko se svou skupinou a Olií Tirou v soutěži Eurovision Song Contest s písní „Run Away“. Moldavsko se nakonec umístilo na 22. místě. Na soutěži Eurovision Song Contest 2017 opět reprezentoval Moldavsko se svou skupinou SunStroke Project. Skupina se s písní „Hey Mamma“ umístila na třetím místě a obdržela 374 bodů. Jedná se o historicky nejlepší umístění Moldavska v Eurovizi.

## Vyznamenání
- Řád cti (2017)[4]